# Jan Carstensz
Jan Carstensz, znany również jako Jan Carstenszoon – holenderski odkrywca i żeglarz Holenderskiej Kompanii Wschodnioindyjskiej (hol. Vereenigde Oostindische Compagnie (VOC)), szef ekspedycji do Nowej Gwinei i Australii w 1623. W ekspedycji tej brał również udział inny holenderski odkrywca Willem Joosten van Colster, który podczas tej wyprawy odkrył Ziemię Arnhema.
Imieniem Carstensza nazwano odkryty przez niego szczyt w Indonezji - Piramida Carstensza (obecnie Jaya), najwyższy szczyt Oceanii, zaliczany do Korony Ziemi.

## Wyprawa Carstensza

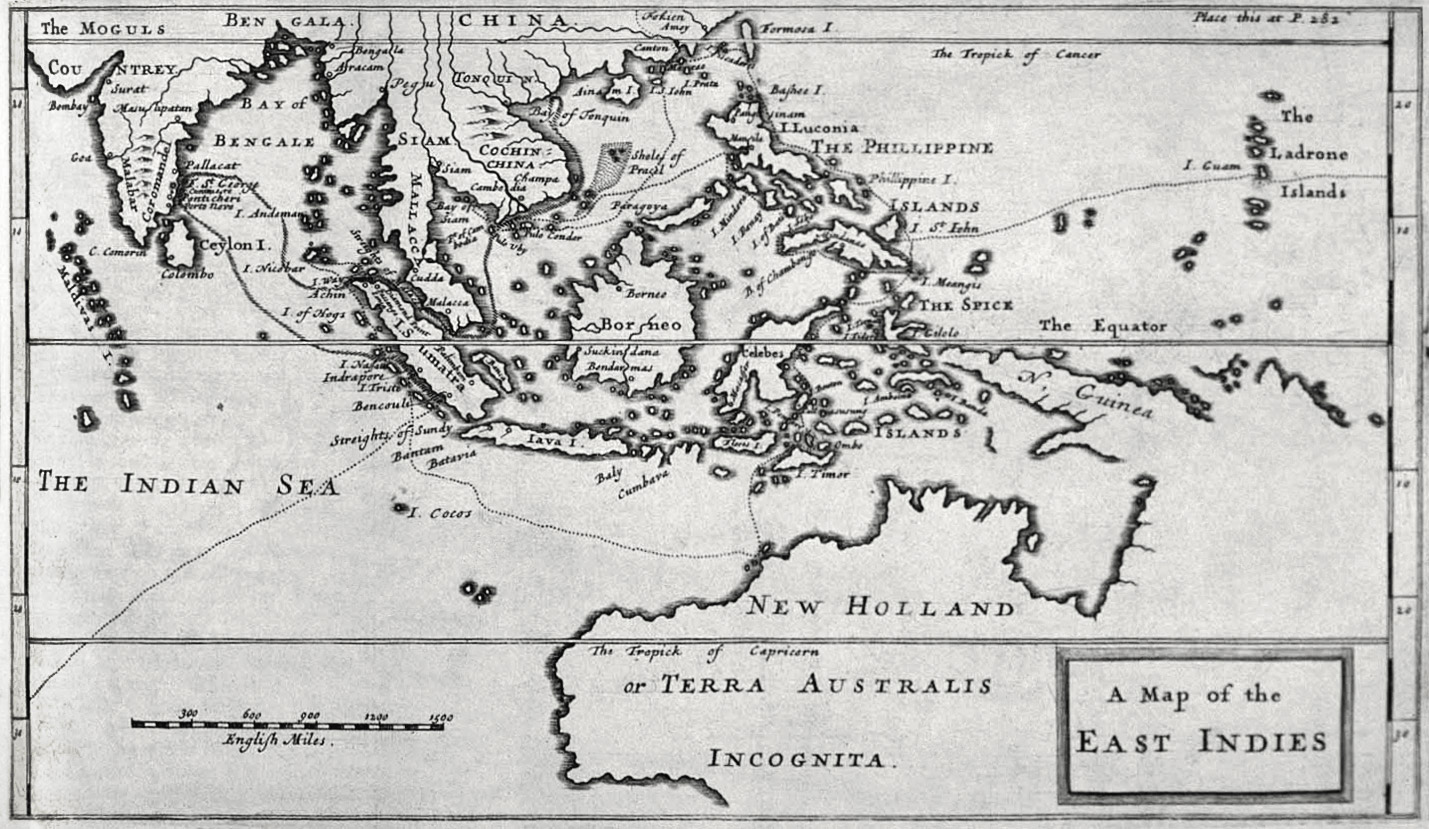
Zatoka Karpentaria na mapie Dampiera z XVII wieku.

W styczniu 1623 Carstensz wyruszył na czele ekspedycji VOC z Ambon w ówczesnych Holenderskich Indiach Wschodnich (obecnie Indonezja). Celem wyprawy było zbadanie południowego wybrzeża Nowej Gwinei (poszukiwanie złota) oraz popłynięcie szlakiem opisanym w raportach Willema Janszoona z 1606. Odkrywcy mieli do dyspozycji dwa statki o nazwach: Arnhem (kapitan: Willem van Colster) i Pera (kapitan: Jan Carstensz). 
Pod koniec marca 1623 żeglarze znaleźli się w rejonie Cieśniny Torresa, lecz zamiast przepłynąć przez cieśninę, podobnie jak Jansz 17 lat wcześniej, wpłynęli na wody Zatoki Karpentaria, myśląc, że widoczny na wschodzie Półwysep Jork należy do Nowej Gwinei.
Żeglując na południe wzdłuż zachodniego wybrzeża półwyspu, w kwietniu 1623 statki osiągnęły szerokość 13° 47’S – najbardziej na południe wysunięty punkt, do którego dotarł Jansz. Po osiągnięciu 17° 8’S w dziesięć dni później, kapitanowie podjęli decyzję o powrocie. W tym momencie z nieznanych przyczyn statki się rozłączyły.
Carstensz popłynął na północ, kreśląc mapy wybrzeża Zatoki Karpentaria i nadając jej nazwę na cześć Pietera Carpentiera, generalnego gubernatora Holenderskich Indii Wschodnich(1622-28).
Van Colster udał się na zachód, sporządzając mapy obszarów po drugiej stronie zatoki – regionu znanego obecnie jako Ziemia Arnhema. Van Colster miał wylądować tam na wysokości 13° 14’S.
Odkrycia poczynione przez załogę Carstensza zostały szybko wykorzystane przy opracowywaniu nowych map świata. Natomiast odkrycia van Colstera zostały zignorowane. Dopiero Abel Tasman po zakończeniu swojej wyprawy w latach 1642-1644 wprowadził region odkryty przez van Colstera na mapy świata.
Raport z wyprawy sporządzony przez Carstensza zniechęcił Holendrów do organizowania dalszych ekspedycji na południe od Nowej Gwinei.